# Gmina Gjergjan
Gmina Gjergjan (alb. Komuna Gjergjan) – gmina  położona w środkowej części Albanii. Administracyjnie należy do okręgu Elbasan w obwodzie Elbasan. W 2011 roku populacja gminy wynosiła 5126 w tym 2560 kobiet oraz 2566 mężczyzn, z czego Albańczycy stanowili 42,53% mieszkańców.
W skład gminy wchodzi siedem miejscowości: Gjergjan, Bujaras, Gjonme, Keshtjellë, Kodër Bujaras, Muriqan, Thanë.